# ポトとカベンゴ
ポトとカベンゴ(Poto と Cabengo) は一卵性双生児の姉妹。あるいは彼女たちを題材に、ジャン＝ピエール・ゴラン が、製作したドキュメンタリー映像のタイトル。1979年に公開。彼女たちは8歳ごろまで、彼女たちのみが理解できる双子語を用いて会話をしていた。本名はグレイス・ケネディ (Grace Kennedy) とバージニア・ケネディ (Virginia Kennedy)。
彼女たちは、元々は通常の女児とかわらぬ知能を持っていたようであるが、幼少期に他者からの言語にさらされることがほとんどなかったために、通常の言語を獲得することができず、そのために、彼女たち独自の言語を生み出した。

## 誕生
グレイスとバージニアは、1970年に、ジョージア州はコロンバスで生まれた。彼女たちの出生は、いたって普通のものであった。生まれて数時間までは、彼女たちは両親たちに、顔をあげたり、目で合図をしたりすることもできた。しかし、その後すぐに彼女たちは発作のような症状に襲われた。医者は父親に告げた。この子たちは、知能に障害を持つようになるだろうと。この誤った診断のために、両親はそれ以来、彼女たちに必要以上の関心を払わなくなった。

## 幼児期の環境
彼女たちの両親は共働きであり、多くの時間を家から離れてすごしていた(ただし、San Diego Tribune によれば、彼らは後には食料配給券と生活保護によって暮らすようになった。)。そのため、彼女たちの世話は祖母にまかされていた。祖母は彼女たちの身体的な面倒はみたが、遊んであげたり、話しかけたりすることはなかった。彼女たちの両親は英語を話したが、祖母はドイツ語しか話せなかった。彼女たちは他の子供たちと交流する機会もなく、また外出すること自体もめったになかった。学校にも通わせてもらえなかった。
彼女たちの父は後にインタビューにおいて次のように語っている。自分は、二人が独自の言語を生み出していたことには気がついていたが、二人の英語はほとんど未発達なままだったので、実際に知的障害があるのだろうと判断していた。また、それならば学校に通わせてもしかたがないだろうと考えていた、と。
父は失業した際に、職業安定所のケースワーカーに、自分の家族について話した。ケースワーカーは、言語療法を受けさせることを勧めた。サンディエゴ子供病院 (Children's Hospital of San Diego) の言語療法士 Alexa Kratze は、彼女たち二人が知的障害とはかなりかけはなれた症状であることにすぐに気がついた。少なくとも通常の知能はあること、そして彼女たちが複雑な双子語を生み出していることにもすぐ気がついた。

## 彼女たちの言語
彼女たちの言語は、とても早口で、スタッカートで刻んだようなリズムを持っていた。この特徴は、彼女たちが言語療法を受けてから話せるようになった英語にも受け継がれた。彼女たちの言語を分析した結果、その言語は英語とドイツ語が混ぜ合わさったものであり(彼女たちの母親と祖母は、ドイツ生まれである)、さらにいくつかの造語と、いくつかの特異な文法上の特徴を持っていた。
独自の言語を生み出した双子のニュースは、1978年に全国紙で報道され、The People's Almanac にも収録された。双子語を生み出す双子の大部分は、成長に伴って、(その生み出した双子語を捨て去るか否かにかかわらず)英語などの言語も話すようになるのに、なぜ彼女たちはそうならなかったのかについて、多くの発声と聴覚の専門家や、精神科医たちが、その考えを述べている。Kratze は、彼女たちは家族をのぞいて、ほとんど誰とも交流する機会がなく、その家族との交流も、ごくごくわずかなものであったことを指摘している。これらの要因は、たとえ彼女たちが通常の知能を持って生まれたとしても、彼女たちに後天的な障害をもたらすだろう。
彼女たちが教育を受けることが可能になると、彼女たちの父親は、双子語を使用することを禁止したようだ。Time 誌の記事によれば、自分たちの生み出した言語をまだ覚えているかいと彼女たちは来訪者に尋ねられて、覚えていると即答したが、父がそこに割って入って、娘たちが嘘をついていたことを叱った。「お前たちは社会の中で暮し、言語を身につけたんだ。」 父はさらに言った。「もうあの子たちは、まがいものなどと結びつけられることを望んでいない」と。
彼女たちは普通学級の小学校に入学し、別々のクラスに分けられた。しかし幼少期に家族から受けた情緒におけるネグレクトは、いまでも彼女たちに影響している。その後の調査によって、バージニアは職業訓練センターの管理下にある組立てラインで働いていることが、グレイスは、ファーストフード店でフロアのモップがけをしていることが、明らかになっている。
なお、1987年に出版された The Cambridge encyclopedia of language ISBN 0-521-26438-3 においては、バージニアの名前を Cabenga (カベンガ)と記述している。

## 彼女たちの会話の例
"Pinit, putahtraletungay" (Finish, potato salad hungry) (終わった、ポテトサラダ お腹すいた。)
"Nis, Poto?" (This, Poto?)(これかな、ポト?)
"Liba Cabingoat, it" (Dear Cabengo, eat) (親愛なるカベンゴ、食べて) 
"la moa, Poto?" (Here more, Poto?)(もっとないの、ポト?)
"Ya" (Yeah)(うん) 